# Kypr (ostrov)
Kypr je ostrov ve východní části Středozemního moře. Je třetím největším ostrovem ve Středozemním moři po Sicílii a Sardinii a 80. největším ostrovem na světě podle rozlohy. Nachází se jižně od Malé Asie, přesto patří do Kyperského oblouku. Geograficky se Kypr nachází v západní Asii, politickogeograficky a kulturně je však považován za evropskou zemi. Kypr měl také dlouhá období převážně řeckého a s přestávkami anatolského, levantského, byzantského, tureckého a západoevropského vlivu.
Ostrovu dominují dvě horská pásma, pohoří Troodos a pohoří Kyrenia, a centrální rovina Mesaoria mezi nimi. Pohoří Troodos pokrývá většinu jižní a západní části ostrova a tvoří zhruba polovinu jeho rozlohy. Úzké pohoří Kyrenia se táhne podél severního pobřeží. Není tak vysoké jako pohoří Troodos a zabírá podstatně menší plochu. Obě pohoří jsou v podstatě rovnoběžná s pohořím Taurus na turecké pevnině, jehož obrysy jsou viditelné ze severního Kypru. Ostrov obklopují pobřežní nížiny, které jsou různě široké. 
Geopoliticky je ostrov rozdělen na čtyři části. Kyperská republika, jediná mezinárodně uznaná vláda, zaujímá 60 % jižní části ostrova a od roku 2004 je členským státem Evropské unie. Severokyperská turecká republika, kterou diplomaticky uznává pouze Turecko, spravuje severní třetinu ostrova, tedy přibližně 35 % území. Zelená linie kontrolovaná Organizací spojených národů je nárazníková zóna, která je odděluje a tvoří asi 4 % rozlohy. A konečně dvě oblasti - Akrotiri a Dhekelia - zůstávají pod britskou svrchovaností pro vojenské účely a společně tvoří suverénní vojenské základny Akrotiri a Dekelia. Obě základny se nacházejí na jižním pobřeží ostrova a dohromady zabírají 254 km2, tedy asi 3 % rozlohy ostrova.

## Části Kypru
Ostrov je fakticky rozdělen na čtyři části:
1. území skutečně ovládané mezinárodně uznávanou Kyperskou republikou (jižní část ostrova),
2. území ovládané pouze Tureckem uznanou Severokyperskou tureckou republikou (severní část ostrova),
3. Nárazníkovou zónu OSN, táhnoucí se okolo tzv. Zelené linie, pod kontrolou OSN a oddělující území skutečně ovládané Kyperskou republikou od Severokyperské turecké republiky, a
4. dvě vojenské základny Akrotiri a Dekelia, které jsou součástí Spojeného království (jižní část ostrova).

Podle řecké mytologie byl ostrov sídlem starořecké bohyně Afrodíté.